# Demetrios von Skepsis
Demetrios von Skepsis war ein griechischer Schriftsteller aus Skepsis in der nordwest-kleinasiatischen Region Troas, der im 2. Jahrhundert v. Chr. lebte und als Privatgelehrter tätig war.
Er verfasste einen 30 Bücher umfassenden Kommentar zu dem „Katalog der Troianer“, einer Passage in der Ilias des Homer. Der Titel von Demetrios’ Werk lautete wohl „Περὶ τοῦ Τρωικοῦ διακόσμου“ („Über die trojanische Heeresschau“). Der Text ist nicht überliefert, allerdings griff der antike Geograph Strabon mehrfach darauf zurück. Demetrios von Skepsis war ihm zufolge ein Zeitgenosse des Aristarchos von Samothrake (217–145) und des Krates von Mallos in Kilikien (2. Jahrhundert v. Chr.). Außerdem schreibt Strabon, Demetrios sei ungefähr zur Zeit der Schlacht bei Magnesia noch ein Jugendlicher („μειράκιον“) gewesen. Diogenes Laertios nennt in seiner Schrift „Über Leben und Lehren berühmter Philosophen“ einen Demetrios, der „ein reicher Mann aus vornehmem Haus und sehr gelehrt“ gewesen sei und seinen Landsmann Metrodoros von Skepsis bei dessen Ausbildung unterstützt habe. Demnach muss Demetrios von Skepsis um 130 v. Chr. wohl noch am Leben gewesen sein.
Demetrios verfügte über ausgezeichnete geographische Kenntnisse und eine fundierte Gelehrsamkeit. Sein Werk inspirierte den Schriftsteller Apollodor von Athen zu seinem Kommentar über den Schiffskatalog der Ilias.